# Forward Morges HC
Der Forward Morges HC Hockeyclub war ein Schweizer Eishockeyclub aus Morges, der 2016 mit dem Star Lausanne HC zum Star Forward fusionierte. Die Heimspiele des Clubs wurden in der 2'400 Zuschauerplätze fassenden Patinoire des Eaux-Minérales in Morges ausgetragen.

## Geschichte
Die offizielle Gründung des Vereins erfolgte am 3. März 1956 unter dem Namen HC Chigny-Vufflens. Alle 18 Gründungsmitglieder stimmten den Vereinsstatuten zu. Ohne über ein Eisstadion zu verfügen, trainierten die Mitglieder anfangs auf Teichen oder der Eisbahn Cheseaux in Saint-Cergue. 1957 absolvierte der Verein sein erstes offizielles Spiel in der 3. Liga (fünfte Spielklasse), welches mit einer 6:9-Niederlage endete. 1961 begann ein Komitee Pläne für eine Eisbahn in Morges zu entwickeln. Das Eisstadion wurde schliesslich unter dem Namen Patinoire des Eaux-Minérales realisiert, im selben Jahr wurde der Club umbenannt und fortan als Forward Hockey Club fortgeführt. Die Einweihung der neuen Heimspielstätte fand im Dezember 1962 statt. In der Saison 1962/63 gelangte der Forward HC über die Aufstiegsplayoffs der dritten Liga in die Relegation, in der sie La Chaux-de-Fonds III schlugen. In der darauffolgenden Spielzeit gelang dem Club der Durchmarsch in die erste Liga. 1970 stieg der Verein in die Nationalliga B auf, in der Forward-Morges bis zum Abstieg 1978 durchgehend aktiv war.
Die steigenden Betriebskosten der Eisbahn zwangen den Verein Ende der 1970er-Jahre zum Handeln; schliesslich wurde die Stadt Morges der Eigentümer der Anlage. Im April 1984 gewährte der Gemeinderat einen Kredit von CHF 240'000 für die Studie einer neuen Eisbahn. 1990 wurde mit dem Projekt begonnen. Die offizielle Eröffnung des Eisstadions erfolgte am 26. September 1992. Am 8. Januar 1993 trug der Club gegen den Zweitligisten St. Croix sein erstes Heimspiel aus, welches mit einer 3:7-Niederlage endete. 2004 stieg der Verein zum zweiten Mal in seiner Historie in die Nationalliga B auf, in welcher sie in den Spielzeiten 2004/05 und 2005/06 spielten, sich jedoch aus finanziellen Gründen aus der NLB zurückziehen mussten.
Die erste Mannschaft wurde aufgelöst; das zweite Team setzte den Spielbetrieb in der 3. Liga fort. 2006 stieg die Mannschaft in die 2. Liga auf, 2011 erfolgte die Rückkehr in die höchste Amateurspielklasse.
2016 folgte die Fusion mit Star Lausanne HC zum neuen Club Star Forward. In der Saison 2017/18 wurde der Verein in die neu geschaffene MySports League aufgenommen.

## Bekannte ehemalige Spieler
- Olivier Anken
- Tomáš Kucharčík
- Martin Gélinas
- John Fust
- Sébastien Reuille

## Bekannte ehemalige Trainer
- Ștefan Ionescu (1982–1984)
- Jacques Galley